# Infinite Dreams (spółka)
Infinite Dreams – studio zajmujące się tworzeniem gier komputerowych i aplikacji na platformy mobilne, założone w Gliwicach w 2006 roku. Ma ponad 20-letnie doświadczenie w tworzeniu produktów na takie platformy jak iOS, Android, OS X, Windows Phone, Symbian^3 oraz inne. Twórcy deklarują, że do czerwca 2012 gry studia zostały pobrane 25 milionów razy.

## Produkcje
- Creatures of the Deep - iOS (2022)
- Let's Create! Pottery 2 – iOS (2020), Android (2020)
- Let's Create! Pottery VR – Oculus, HTC Vive, Valve Index (2019)
- Crazy Dino Park – iOS (2018), Android (2018)
- Sky Force Reloaded – iOS (2016), Android (2016),  PS4 (2017), PC (2017), Xbox One (2017), Nintento Switch (2018)[2], Tesla (2021)
- Sky Force 2014 – iOS (2014), Android (2014)[3][4]
- Can Knockdown 3 – iOS, Android (2013)
- Shoot The Zombirds – iOS, Android (2012)
- Jelly Defense – iOS, Android, OS X (2011)
- Shoot The Birds – iOS, Android (2011)
- Can Knockdown 2 – iOS, Android (2011)
- Can Knockdown – iOS (2010), Android (2011)
- Let's Create! Pottery – iOS (2010), OS X, Android, Symbian, Nintendo DS (2011)
- Sailboat Championship PRO – iOS (2010), OS X (2011)
- Big Roll in Paradise – Symbian, Nokia N-Gage (2010)
- iQuarium – iOS (2009), Android (2010)
- Creatures of the Deep – Nokia N-Gage (2008)
- K-Rally – Symbian (2006)
- Sky Force – Symbian, Pocket PC, Palm webOS (2006), iOS (2009), Android (2010)
- Super Miners – Symbian, Pocket PC (2005), Palm webOS, PC (2006)
- Explode Arena – Symbian (2004)
- Sky Force – Symbian, Pocket PC (2004), Palm webOS (2005), PC (2006), iOS (2009), Android (2010)
- Micromachines – Game Boy Advance (2003)

## Seria Mini Apps
W 2010 roku firma rozpoczęła produkcję gier z serii „Mini Apps”, w ramach której użytkownicy najnowszych smartfonów otrzymują gry za darmo. Gry z serii Mini Apps:
- Jelly Band – iOS, Android (2011)
- Talking Jelly Clock iOS (2011)
- Can Knockdown – iOS (2010), Android (2011)
- Plasma Globe – iOS, Android (2010)
- Jelly Invaders iOS (2010)
- Jelly Chronicles iOS (2010)

## Nagrody i wyróżnienia
Infinite Dreams otrzymało następujące nagrody branżowe:
- Jelly Defense – Best of Mac App Store 2011[5]
- Nagroda Mobile Trends Awards 2011 [Jelly Defense – Najlepsza gra mobilna][6]
- Nagroda Generation Mobile 2012 [Jelly Defense – najlepsza gra iOS][7]
- GameDynamo: Best Mobile Game 2011 [Jelly Defense][8]
- Meffys 2008 Award [Hooked on: Creatures of the Deep][9]
- IGN Editors Choice [Sky Force][10]
- IGN Best of 2011 Nominee / Best Mobile Strategy Game[11]
- PocketGamer Silver Award [Shoot the Zombirds][12]
- Review on the Run: Best iOS Strategy Game of the Year [Jelly Defense][potrzebny przypis]